# Taugler Liedertage

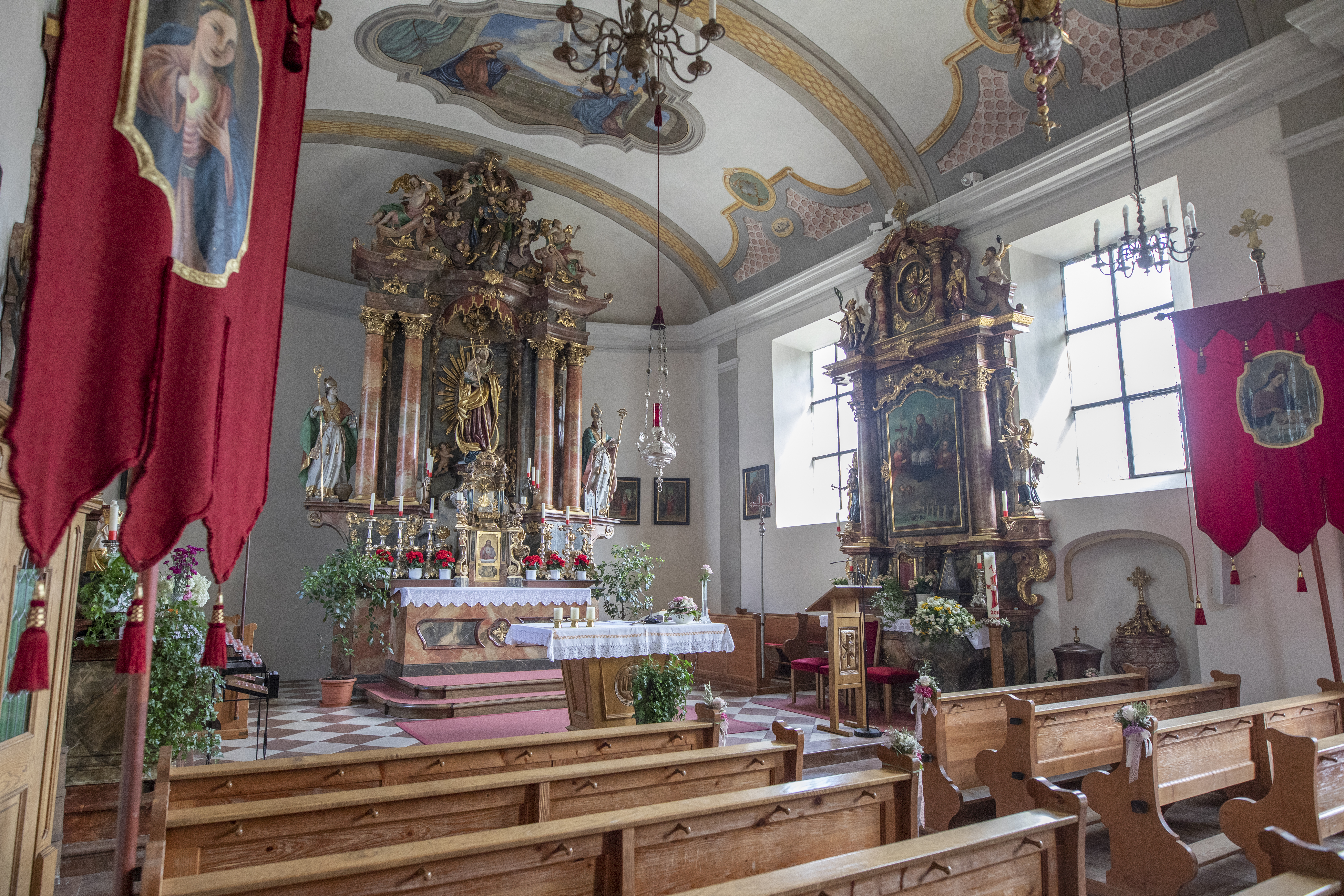
Innenraum der Barockkirche St. Koloman

Die Taugler Liedertage sind ein Musikfestival für klassische Musik und Volksmusik, das einmal im Jahr in der Gemeinde Sankt Koloman im Land Salzburg stattfindet. Internationale Künstler treten auf, und es gibt Meisterkurse für Gesang und Schauspiel. Die Barockkirche St. Koloman dient als zentraler Veranstaltungsort für Konzerte, während Workshops und Geselligkeit in der Tauglerei stattfinden. Co-Intendanten sind Stephan Matthias Lademann und Johannes B. Czernin.

## Gründungsgeschichte
Die Liedertage wurden im Winter 2020/21 von Patrick Sellier, Michael Struber, Stephan Matthias Lademann und Johannes Bartholomäus Czernin gegründet. Diese Initiative entstand als Reaktion auf den Mangel an Kulturprogramm während der COVID-19-Pandemie und um das gemeinsame Musizieren und die kulturelle Begegnung wiederzubeleben. Das Festival legt Wert auf die Begegnung von Kunst- und Volkslied und strebt nach einer unmittelbaren Verbindung zwischen Künstlerinnen und Publikum.

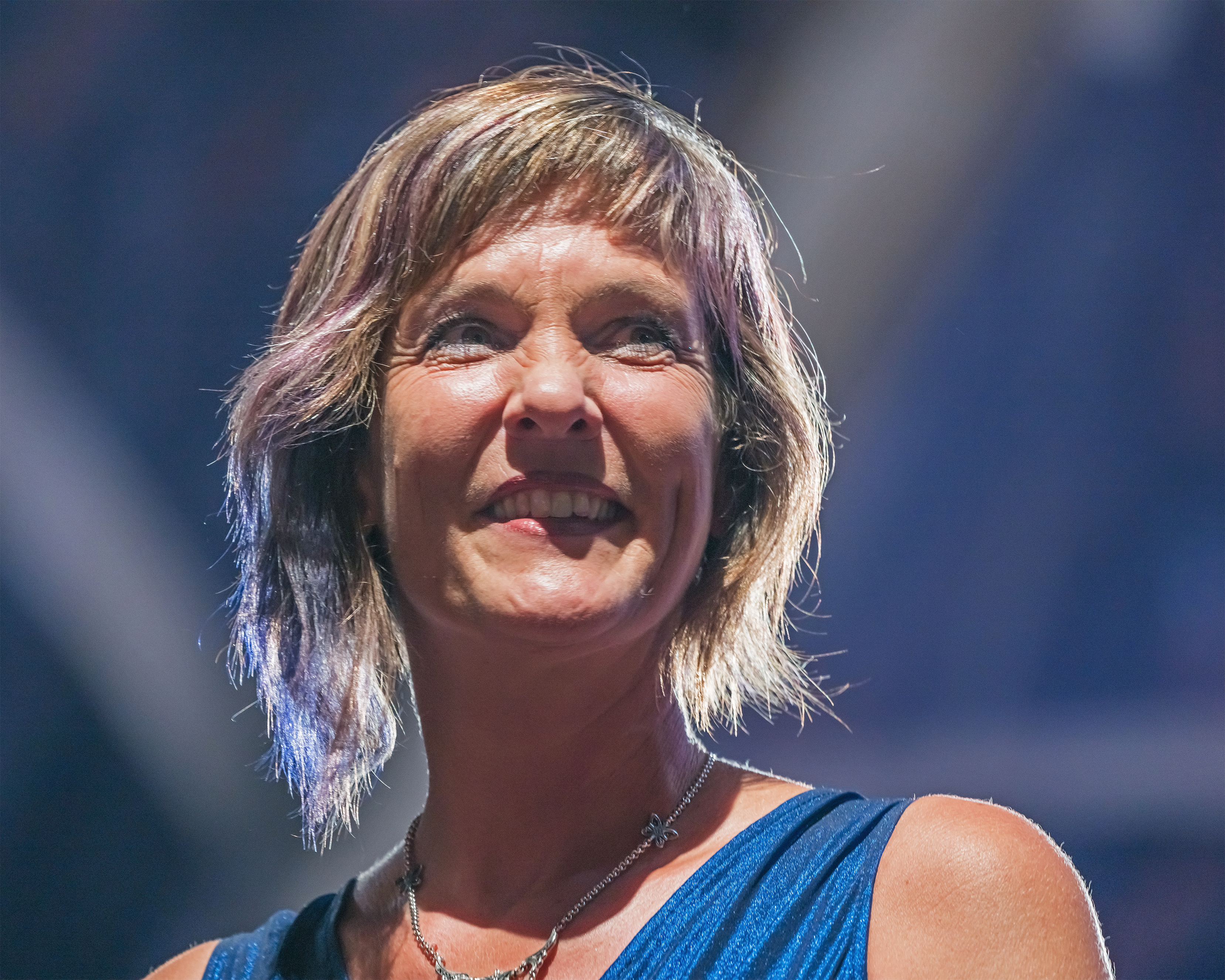
Marlis Petersen

## 1. bis 3. Juli 2022
Die Taugler Liedertage 2022 umfassten ein Programm, das sich sowohl auf klassische als auch traditionelle Volksmusik konzentrierte. Eröffnet wurde das Festival mit einem klassischen Liederabend von Marlis Petersen, begleitet von Stephan Matthias Lademann. Claudia Seigmann und Peter Lohmeyer lasen einander Briefauszüge von Clara und Robert Schumann vor, während Theresa Dax und Johannes B. Czernin die Myrthen sangen. Abgeschlossen wurde dieses erste Wochenende mit einer von Musikerinnen der Liedertage begleiteten Messe in der Dorfkirche und dem anschließenden Tanzlmusi-Sonntag auf dem Dorfplatz.

## 10. bis 17. September 2023
(Quelle: Gemeinde St. Koloman)
In diesem Jahr fand zum ersten Mal ein Meisterkurs mit Fokus auf Gesang und Interpretation statt. Beteiligt waren Robert Holl (Lied), Stephan Matthias Lademann (Liedbegleitung), Adina Nițescu (Gesang), Adrian Suciu (Korrepetition) und Sara Sellier (Qigong). Zusätzlich gab es einen Workshop des Salzburger Volksliedwerks „Sing mit“, geleitet von Leopold „Poidl“ Breinlinger.

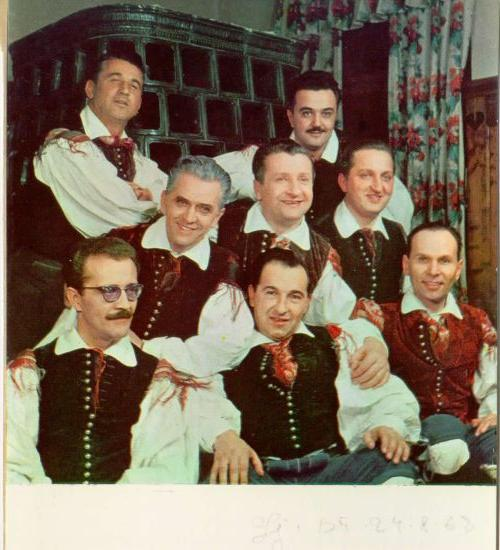
Slovenski Oktet (1963)

Höhepunkt des Meisterkurses und Beginn der zweiten Liedertage war eine Schubertiade mit Robert Holl, moderiert von Claudia Seigmann, mit Mezzosopran Marie-Sophie Janke, Tenor Johannes B. Czernin und Stephan Matthias Lademann am Klavier.
Am Samstag gab es eine Feier zum 200-jährigen Jubiläum von Franz Schuberts „Die schöne Müllerin“ und der Wiedereröffnung der historischen Branterer-Mühle in St. Koloman. Da gab es am Vormittag die klassische Version Schuberts der Barockkirche St. Koloman, mit Johannes Bamberger (Tenor) und Felix Hornbachner (Klavier) und am Nachmittag ein Konzert der Band „The Erlkings“, die Schuberts „Die schöne Müllerin“ auf Englisch aufführte. Umrahmt von Feier, Segnung und Gesang zur Wiedereröffnung der Branterer-Mühle.
Am Sonntag fand wiederum in der Kirche ein Konzert des „Slovenski Oktet“ statt. Dieses international bekannte Oktett ist besonders für seine Interpretation slowenischer Volks- und Kunstlieder bekannt.

## 15. bis 22. September 2024
Die Liedertage 2024 fanden vom 15. bis 22. September in St. Koloman statt. Der Meisterkurs stand ganz im Zeichen der Frauen-Power mit den Dozentinnen Annette Seiler von der Universität Innsbruck (Lied), Adina Nițescu (Gesang) und Claudia Seigmann (Schauspiel) der Fokus lag in diesem Jahr auf den 49 Deutschen Volksliedern von Johannes Brahms, auf Gesang, Interpretation und diesmal auch auf der Rezitation und dem Schauspielunterricht. 
Mit dem Gesprächskonzert „Zigeunermelodien“ mit Werken von Schumann, Brahms und Dvořák, begleitet von Redebeiträgen über die Kultur der Roma, wurde das Festival eröffnet. Herbert Müller von der Erzdiözese Salzburg berichtete über das Schicksal der Obdachlosen im Winter in der Stadt und über sein Projekt, BIWAK, bei dem er diesen Menschen Schutz und warme Herberge anbieten kann.
Der rumänische Soziologe Gelu Duminica sprach über sein eigenes Schicksal als Angehöriger der Sinti und Roma und die damit verbundenen Schwierigkeiten, als „normaler“ Mensch in der Gesellschaft akzeptiert zu werden. Wolfgang Radlegger rundete schließlich den Gesprächsteil des Konzertes mit seinem Beitrag ab und warb um Empathie und Barmherzigkeit, kurz gesagt um Menschlichkeit im Umgang mit Armut, Fremden und Andersdenkenden. Marie-Sophie Janke und Johannes B. Czernin interpretierten dazu die eingängigen Melodien Schumanns, Dvořáks und Brahms. Als Zugaben gab es noch Ausschnitte aus Georges Bizets Carmen und Johann Strauss Zigeunerbaron zu hören.
Die schöne Magelone, eine romantische Geschichte nach Ludwig Tieck und Johannes Brahms, gelesen von Claudia Seigmann, gesungen von Stephan Loges und begleitet von Marcelo Amaral, kam am Samstag in einer für die Liedertage bearbeiteten Fassung zur Aufführung.
Der letzte Tag des Festivals begann mit einer feierlichen Messe, gefolgt von einem Frühschoppen, begleitet von traditioneller Tanzlmusi, die die Verbindung zwischen Volksmusik und Gemeinschaft und somit den Kern des Festivals feierte.